# Le Neufbourg
Le Neufbourg település Franciaországban, Manche megyében. Lakosainak száma 399 fő (2022. január 1.). Le Neufbourg Saint-Barthélemy, Mortain-Bocage, Romagny-Fontenay és Saint-Clément-Rancoudray községekkel határos.

## Népesség
A település népességének változása:
| Lakosok száma | 460  | 541  | 508  | 483  | 428  | 426  | 414  | 407  | 404  | 399  |
|               | 1968 | 1982 | 1990 | 2006 | 2013 | 2015 | 2017 | 2019 | 2020 | 2022 |